# Мартолози
Мартолози су некадашња византијска институција коју су Турци преузели. Од Мехмеда Освајача појављују се и на просторима Србије.
Задаци су им били ухођење и упади у непријатељску пограничну територију. Задржавају сав плен осим 1/4 коју дају бегу. Врло су важни као посада у тврђавама. Они који се налазе у унутрашњости обављају полицијску службу – задужени су за одржавање реда, те су главни носилац борбе против хајдука. Имају и другачија задужења, нпр. помажу при сакупљању дажбина.
Могли су уживати и слободне баштине. Ако су обрађивали спахијску земљу били су обавезни да дају ушур спахији. За своје заслуге добијали су тимаре, понекад и велике. Приликом ратовања примали су и дневнице. Били су ослобођени харача, испенџе, ванредних намета...
Лако су постајали муслимани, посебно њихови заповедници.
Од средине 16. века им опада значај и срећу се само у тврђавама.